# VdB 55
vdB 55 est une nébuleuse par réflexion visible dans la constellation d'Orion.
Elle se situe à environ un tiers de la distance séparant Saiph (κ Orionis) de la nébuleuse d'Orion. Elle se trouve en correspondance avec la partie la plus méridionale de la boucle de Barnard, clairement visible sur les images à longue exposition. La structure nébuleuse de la boucle de Barnard serait due à l'expansion d'une superbulle générée par le fort vent stellaire combiné des étoiles les plus massives de l'association OB Orion OB1b, dont les parois les plus proches du système solaire correspondent à la bulle d'Éridan.
L'étoile responsable de l'illumination de vdB 55 est HD 38023, une étoile bleu-blanc de la séquence principale de classe spectrale B4V d'une magnitude de 8,90. Les mesures de parallaxe indiquent une valeur d'environ 3,10 mas, ce qui correspond à environ 323 pc (∼1 050 al). D'autres mesures donnent une parallaxe légèrement plus faible, et donc une distance plus grande. La nébuleuse semble traversée par une bande sombre qui la divise en deux parties, l'une au sud-ouest, où se trouve l'étoile éclairante, et une plus petite au nord-est. HD 38023 est l'étoile dominante d'un jeune amas ouvert connu sous le nom de L1641-S, une désignation qui dérive du numéro du nuage moléculaire dans lequel l'amas est situé, LDN 1641, qui forme la partie centrale de la région d'Orion A, dans le complexe du nuage moléculaire d'Orion. Cet amas contient environ 130 étoiles, dont l'âge est légèrement plus ancien que celui des amas et des étoiles environnantes, comme le déduit l'étude de leur position sur le diagramme HR.